# Morigny-Champigny
Morigny-Champigny é uma comuna francesa na região administrativa da Ilha-de-França, no departamento de Essonne. Estende-se por uma área de 30,85 km². Em 2010 a comuna tinha 4 446 habitantes (densidade: 144,1 hab./km²).